# 복수 작전

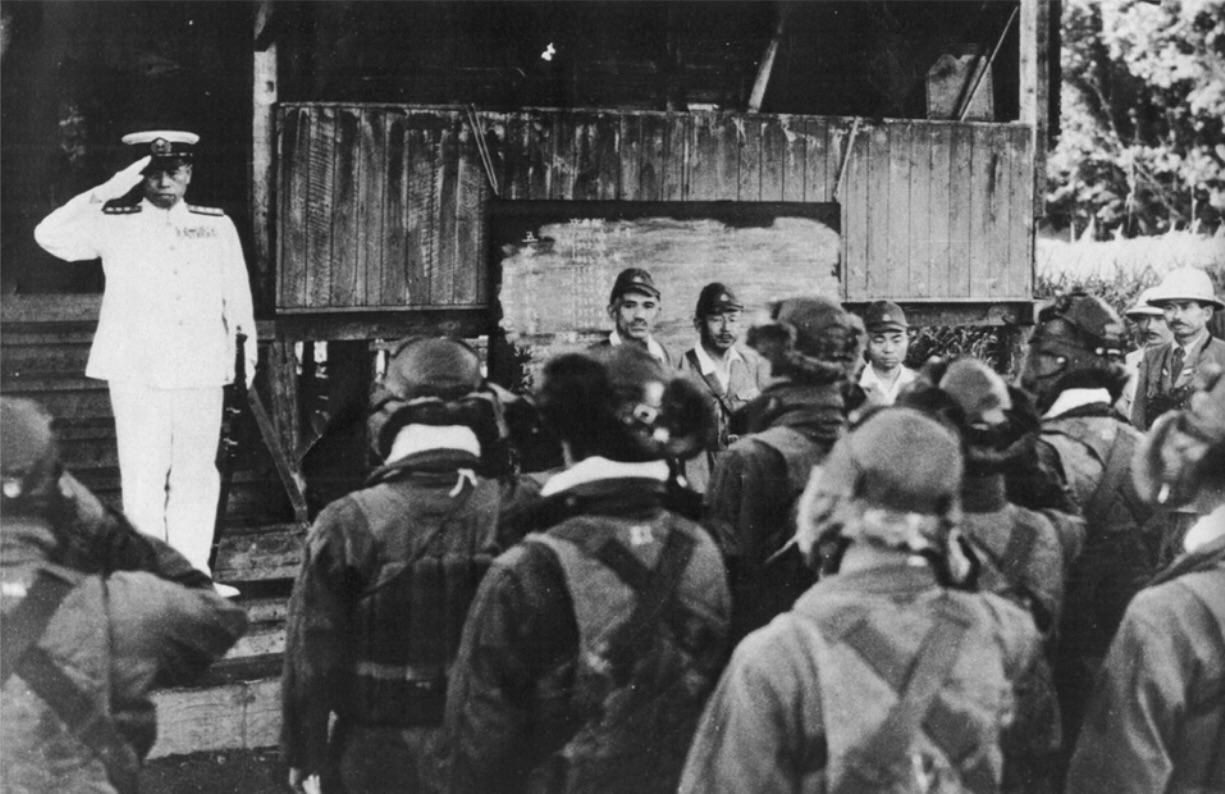
사망 4일 전 야마모토 이소로쿠가 일본 제국 해군 병사들을 향해 경례를 하는 모습 (1943년 촬영)

복수 작전(영어: Operation Vengeance)은 1943년 4월 18일 제2차 세계 대전 태평양 전쟁의 솔로몬 제도 전역에서 일본 제국 해군의 야마모토 이소로쿠 제독을 암살하기 위한 미국의 군사작전이었다. 일본 제국 해군의 연합 함대 사령관인 야마모토 이소로쿠는 그의 수송용 폭격기가 과달카날의 쿠쿰필드 공항에서 작전 중인 미국 공군 전투기에 격추되면서 부건빌섬에서 사망했다.
미국은 항공기를 개조해 특히 야마모토를 죽이기 위한 것으로 만들어 솔로몬 제도 지역에서 야마모토의 여정에 대한 미 해군 정보를 기반으로 했다. 야마모토의 죽음은 일본 해군 요원의 사기를 격하시키고 연합군의 사기를 높였으며 미국의 보복을 의도한 것으로 알려졌다.
미국 조종사들은 임무 중 쌍발 폭격기 3대와 전투기 2대를 격추했다고 주장했지만 일본 기록에 따르면 격추된 폭격기는 2대에 불과하다. 어떤 조종사가 야마모토의 비행기를 격추시켰는지에 대한 논란이 있지만 대부분의 현대 역사가들은 렉스 T. 바버의 주장을 믿는다.

## 배경
일본 제국 해군 사령관 야마모토 이소로쿠는 그는 1943년 4월 7일에 시작된 이호 작전에 참여하는 일본 공군 부대를 검사할 계획이었다. 솔로몬 제도와 뉴기니에 대한 시찰을 계획했다. 또한, 이는 1월과 2월에 참혹했던 과달카날 전역과 그에 따른 철수 이후 일본군의 사기를 높일 계획도 있었다.

## 해독
4월 14일, 코드명 "Magic"으로 명명된 미 해군 정보국은 영향을 받는 일본 부대에 순회 활동을 알리는 명령을 가로채고 해독했다. 원래 메시지 NTF131755는 1번 기지, 11 항공 소함대 및 26 항공 소함대 사령관에게 보낸 일본 해군 암호 JN-25D로 암호화되어 "Magic " 함대 무선장치로 보낼 계획이었다. 그런 다음 이 메시지는 해군 암호 작성자이자 미래의 대법관인 존 폴 스티븐스에 의해 해독되었다. 여기에는 야마모토 이소로쿠의 순방에 대한 시간과 위치 세부 정보, 여행에서 그를 운송하고 동반할 비행기의 수와 유형이 포함되어 있었다.
해독된 통신에 따르면 야마모토는 4월 18일에 솔로몬 제도의 부건빌섬 근처에 있는 라바울에서 발랄레 비행장으로 비행할 것이라고 밝혔다. 그와 그의 참모진은 일본 표준시 기준06:00시에 라바울에서 이륙하여 08시에 발랄레에 도착하기 위해 6대의 해군 전투기(Kōkūtai 204의 Mitsubishi A6M Zero 전투기)의 호위를 받는 두 대의 중형 폭격기(Kōkūtai 705의 Mitsubishi G4M Bettys)를 타고 비행했다.|
프랭클린 루즈벨트 미국 대통령은 프랭크 녹스 해군 장관에게 "야마모토를 죽이라"는 권한을 부여했을 수 있었지만, 그러한 명령에 대한 공식적인 기록은 없다. 그리고 소식통에는 그가 그렇게 했는지 여부가 확실하지 않다. 프랭크 녹스 제독은 본질적으로 체스터 니미츠 제독이 결정을 내리도록 했다. 니미츠 제독은 먼저 남태평양 사령관인 윌리엄 홀시 주니어 제독과 상의한 후 4월 17일에 임무를 승인했다. 미국 사령관들은 이 임무의 이점에는 야마모토의 사망 소식에 일본의 사기가 부정적인 영향을 미칠 것이라고 판단했다.
이 임무를 통해 미국이 일본 해군 코드를 해독했다는 사실이 드러날 수 있다는 문제가 제기되자, 지휘관은 정보의 진정한 출처가 승인되지 않은 한 미국 국민과 언론으로부터 숨겨지면 지식이 드러나지 않을 수 있다고 판단했다.

## 실행
미군은 부겐빌 섬 사이의 직선 거리 약 400마일(640km)을 따라 솔로몬 제도에 주둔한 일본군과 레이더의 탐지를 피하기 위해 솔로몬 제도 남쪽과 서쪽에서 수상 비행을 했으며 원형 교차로 접근은 약 600마일(970km)로 계획되고 측정되었다. 따라서 전투기는 목표물까지 600마일을 이동하고 400마일 뒤로 이동했다. 전투에 추가 연료가 할당된 1,000마일 비행은 F4F Wildcat 및 F4U Corsair 전투기의 범위를 벗어났다. 대신 임무는 347전투단의 339전투비행대에 할당되었으며, 이 전투기의 P-38G 라이트닝 항공기에는 낙하식 탱크가 장착되어 있어 요격하고 교전할 수 있는 범위를 가지고 있었다. 이미 에이스 조종사였던 제339비행대 사령관 존 W. 미첼 소령이 비행을 이끌도록 되었다. 더 나은 정찰을 위해 미첼 소령은 해병대 중령 루터 S. 무어가 제공하고 공격 전날 미첼의 P-38에 설치된 해군 나침반을 요청했다. 모든 P-38 전투기는 1개의 20mm 기관포와 4개의 .50구경(12.7mm) 기관총으로 구성된 표준 무장을 장착했으며 날개 아래 2개의 165US-갤런(620리터) 드롭 탱크를 장착할 수 있었다. 330-US-갤런(1,200리터) 탱크의 제한된 공급이 뉴기니에서 날아왔는데, 이는 각 라이트닝에 작은 탱크 중 하나를 대체할 수 있는 하나의 대형 탱크를 제공하기에 충분했었다. 크기의 차이로 인해 항공기 한쪽에 약 1,000파운드(450kg) 더 많은 무게가 실렸지만 탱크는 심각한 성능 문제를 피하기 위해 항공기의 무게 중심에 충분히 가깝게 위치했다.
18대의 P-38이 임무를 맡았다. 4대의 비행 중 하나는 "킬러" 비행으로 지정되었고 나머지 2개를 포함하는 나머지 비행은 18,000피트(5,500m)까지 상승하여 카힐리 비행장에 기반을 둔 일본 전투기의 예상되는 대응에 대한 "탑 커버" 역할을 했다. 비행 계획은 지휘 작전 장교인 해병대 존 콘돈 소령이 준비했지만 미첼은 속도와 예상 시간이 야마모토를 요격하는 데 적합하지 않다고 생각하여 이를 취소했다. 미첼은 여러 조종사를 지원하면서 발랄레 비행장에 착륙하기 10분 전에 부겐빌 상공으로 하강하는 폭격기를 잡기 위해 여정을 기반으로 09:35시에 요격 시간을 계산했다. 그는 그 때부터 다시 작업하여 야마모토가 선택한 지점에서 보이지 않을 경우를 대비하여 검색 패턴으로 구부러진 다섯 번째 다리와 함께 정확하게 계산된 4개의 다리를 그렸다. 산호해 너머로 향하는 것 외에도 339연대는 무선 침묵을 유지하면서 고도가 50피트(15m) 이하인 부겐빌까지 "웨이브 홉"했다.

## 결과
결과로 연함함대 사령장관 야마모토 이소로쿠는 미국 공군 장거리 비행이 가능한 전투기였던 P38에 무장된 기관총에 관통당하여 그가 타고있던 1식 육상공격기와 함께 추락하며 죽었으며 야마모토의 시신은 작전이 실행된지 하루 뒤였던 4월 19일에 일본 수색구조대에 의해 발견되었다.
회수 팀은 야마모토가 비행기 잔해에서 치워진 채 흰 장갑을 낀 손으로 카타나의 자루를 움켜쥐고 있었고 그의 몸은 여전히 나무 아래 자리에 똑바로 세워져 있다고 말했다.
야마모토의 부검 결과 2개의 총상이 나타났다. 하나는 왼쪽 어깨 뒤쪽에 있었고, 왼쪽 아래턱에는 오른쪽 눈 위로 튀어나온 것으로 보이는 별도의 상처가 있었다. 야마모토의 시신을 조사한 일본 해군 의사는 머리 부상으로 야마모토가 사망했다고 판단했다.